# Mississippi (groupe)
Pour les articles homonymes, voir Mississippi.
Mississippi est un groupe australien de rock actif dans la première moitié des années 1970.
Ce trio est formé sous le nom de Allison Gros en 1970. C'est sous un autre nom, celui de Drummond, qu'il connaît son plus gros succès en 1971 avec une reprise humoristique de Daddy Cool (en) qui se classe en tête du hit-parade australien. Rebaptisé Mississippi, il publie un unique album studio en 1972.
En 1975, après une période de stagnation commerciale, les membres de Mississippi forment un nouveau groupe, Little River Band, qui devient l'une des formations musicales australiennes les plus populaires à l'international dans la deuxième moitié des années 1970.

## Histoire

### Allison Gross et Drummond (1970-1972)
En 1970, trois musiciens d'Adélaïde, John Mower, Russ Johnson et Graham Goble (en), forment un trio de soft rock baptisé Allison Gros, probablement en référence à la chanson traditionnelle anglaise Allison Gross (en). Son premier 45 tours, Naturally / Would You Really Have to Go?, sort la même année sur le petit label local Gamba Records.
Allison Gros quitte Adélaïde pour Melbourne en 1971 et signe chez Fable Records (en), la maison de disques fondée par Ron Tudor (en). Le trio publie deux singles cette année-là, If I Ask You / So Good en mai et All the Days / Weaver of Life en décembre. Ils enregistrent également plusieurs 45 tours pour Fable sous le nom de Drummond, dont une reprise de For You Blue des Beatles. Leur version parodique de Daddy Cool (en), avec des voix accélérées à la Alvin et les Chipmunks, devient l'un des plus gros tubes de l'année 1971 en Australie en restant huit semaines au sommet du hit-parade, détrônant Eagle Rock du groupe Daddy Cool. Fable réutilise le nom de Drummond par la suite pour des singles enregistrés par d'autres musiciens.

### Mississippi (1972-1975)
Goble, Johnson et Mower rebaptisent leur trio Mississippi au début de 1972. Ils enregistrent leur unique album aux studios Armstrong (en) de Melbourne avec des musiciens de studio : Barry Sullivan à la basse, Peter Jones au piano, Geoff Cox (en) à la batterie et Graham Lyall à la flûte. Leur musique, influencée par Crosby, Stills, Nash and Young et The Band, fait la part belle aux harmonies vocales. Il est édité en septembre 1972 par Bootleg Records, label subsidiaire de Fable mis sur pied par le musicien Brian Cadd,. Le premier single qui en est tiré, Kings of the World / City Sunday, décrit par l'historien David Nichols comme « un mélange remarquable de Cat Stevens, de proto-glam et des Beach Boys », se classe dans le top 10 des ventes au mois d'octobre.

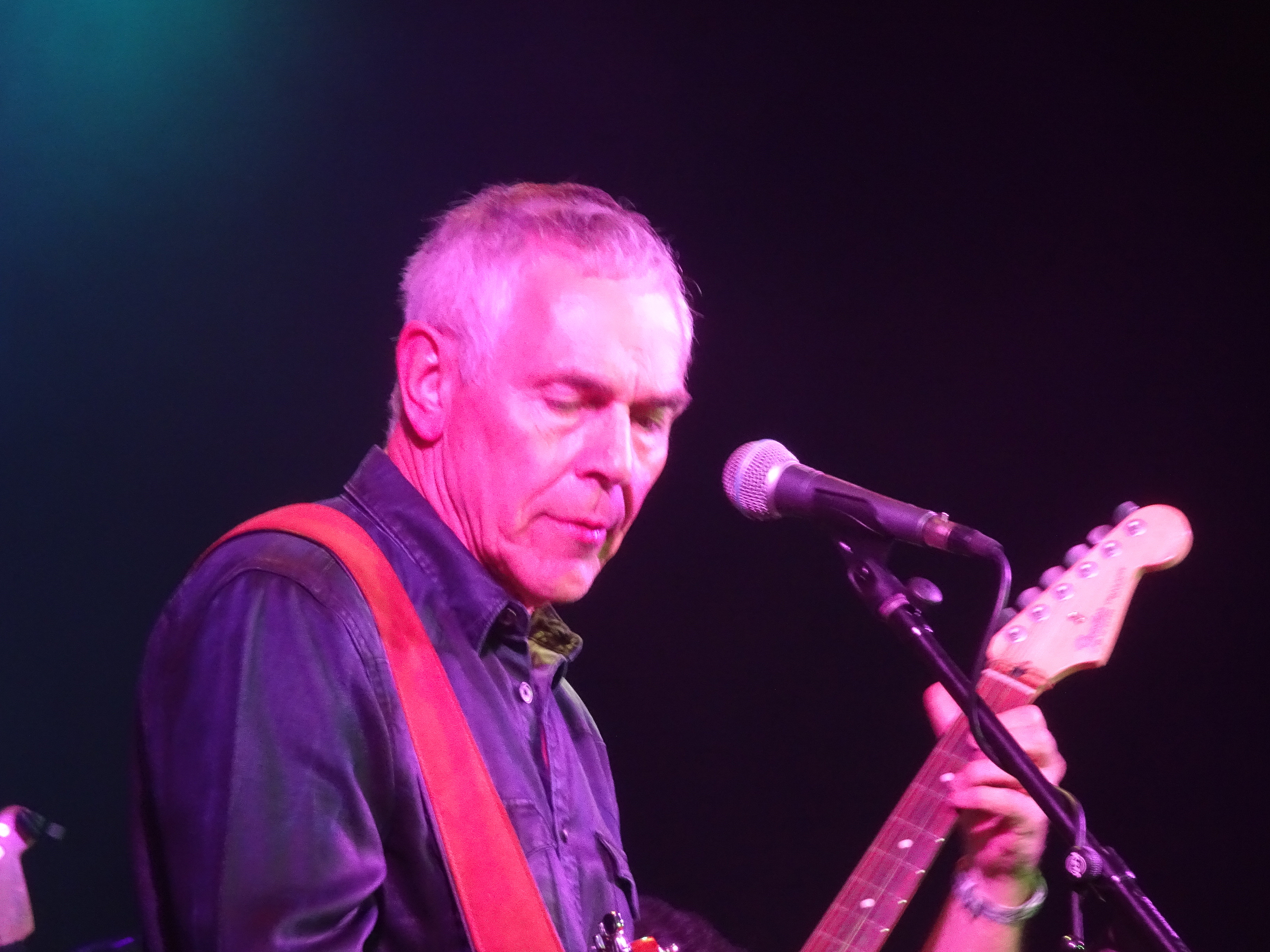
Beeb Birtles en 2017.

Afin de se produire sur scène, le trio doit recruter plusieurs musiciens. Le premier est Beeb Birtles (en), ancien bassiste du groupe Zoot (en), qui devient le troisième guitariste et le quatrième chanteur de Mississippi. Le bassiste Colin DeLuca et le batteur Derek Pellicci (en) forment la section rythmique du groupe. Cette formation se produit notamment au Sunbury Pop Festival en janvier 1973, accompagnée d'un orchestre.
L'un des trois membres fondateurs de Mississippi, Russ Johnson, part rejoindre Country Radio en février 1973. Il est brièvement remplacé par Kerryn Tolhurst (en), qui vient lui-même de quitter Country Radio, avant que Harvey James ne prenne sa place au mois de mars. Après un 45 tours, Early Morning / Sweet World (juillet 1973), et une tournée en première partie des Jackson Five, c'est au tour de John Mower de quitter le groupe en octobre, accompagné par Colin DeLuca. Le poste de bassiste est brièvement occupé par Andre Santos, puis par Charlie Tumahai (en),.
L'année 1974 commence avec une nouvelle participation au Sunbury Pop Festival. Le single Will I / Where in the World se classe dans le Top 40 australien en mai 1974, mais le groupe se trouve alors en tournée au Royaume-Uni où l'album Mississippi a reçu quelques critiques favorables. Cette tournée britannique est un fiasco et le groupe n'y survit pas. Harvey James rentre en Australie au mois de juin pour rejoindre Ariel, puis Charlie Tumahai est recruté par le groupe britannique Be Bop Deluxe quelques mois plus tard.
À Londres, Goble, Birtles et Pellici entrent en contact avec un autre émigré australien, Glenn Wheatley (en), ancien bassiste des Masters Apprentices reconverti en imprésario. Rejoints par Glenn Shorrock (en) (ex-Twilights et Axiom), ils rentrent en Australie au début de l'année 1975 pour mettre sur pied un nouveau groupe, toujours centré sur les harmonies vocales, mais au son plus commercial. Ce groupe devient Little River Band,.

## Membres
- John Mower : chant (1970-1973)
- Russ Johnson : chant, guitare (1970-1973)
- Graham Goble (en) : chant, guitare (1970-1975)
- Beeb Birtles (en) : chant, guitare (1972-1975)
- Colin DeLuca : basse (1972-1973)
- Derek Pellicci (en) : batterie (1972-1975)
- Kerryn Tolhurst (en) : guitare, mandoline (1973)
- Harvey James : guitare (1973-1974)
- Andre Santos : basse, chant (1973)
- Charlie Tumahai (en) : basse, chant (1973-1974)

## Discographie

### Singles

#### Allison Gros
- 1970 : Naturally / Would You Really Have to Go? (Gamba)
- 1971 : If I Ask You / So Good (Fable)
- 1971 : All the Days / Weaver of Life (Fable)

#### Drummond
- 1970 : For You Blue / The Grasshopper (Fable)
- 1971 : Daddy Cool (en) / Hot Mumma (Fable)
- 1972 : You Talk Too Much / Scotty (Fable)
- 1972 : Singin' the Blues (en) / I Have Changed (Fable)

#### Mississippi
- 1972 : Kings of the World / City Sunday (Bootleg)
- 1972 : Mr. Moondog / All Through the Day (Bootleg)
- 1973 : Early Morning / Sweet World (Bootleg)
- 1974 : Will I / Where in the World (Bootleg)
- 1975 : When You're Old / Do I (Bootleg)